# دوري أبطال الخليج 2024–25
دوري أبطال الخليج 2024–25 هو النسخة 31 من دوري أبطال الخليج، عادت البطولة بعد انقطاع 9 سنوات، وشارك في البطولة 8 أندية خليجية. وشهدت هذه النسخة أول مشاركة لأندية من العراق واليمن في البطولة.

## نظام البطولة
تقام البطولة بنظام المجموعات، وتقسم الفرق إلى مجموعتين، تضم كل مجموعة أربعة فرق، ويتأهل فريقان من كل مجموعة إلى الدور نصف النهائي، حيث يواجه أول المجموعة الأولى ثاني المجموعة الثانية، بينما يلتقي أول المجموعة الثانية مع ثاني المجموعة الأولى.

## الفرق المشاركة
| فريق       | ترتيب الدوري                                     |
| ---------- | ------------------------------------------------ |
| الرفاع     | الدوري البحريني الممتاز 2023-24 الوصيف           |
| دهوك       | دوري نجوم العراق 2023–24 المركز السادس           |
| القادسية   | الدوري الكويتي الممتاز 2023–24 المركز الثالث     |
| ظفار       | الدوري العماني المركز العاشر                     |
| العربي     | دوري نجوم قطر 2023–24 المركز الخامس              |
| الاتفاق    | الدوري السعودي للمحترفين 2023–24 المركز السادس   |
| النصر      | الدوري الإماراتي للمحترفين 2023–24 المركز السادس |
| أهلي صنعاء | الدوري اليمني 2023–24 البطل                      |

### القرعة
تم إجراء السحب في 23 سبتمبر 2024. تم سحب الفرق الثمانية إلى مجموعتين من أربعة، عن طريق اختيار فريق واحد من كل من الأواني الأربعة المصنفة. بالنسبة للسحب، تم تخصيص الأندية ل أربعة أواني بناء على تصنيفات الفيفا العالمية من دولهم اعتبارا من 19 سبتمبر 2024.
| وعاء 1        | وعاء 2          | وعاء 3        | وعاء 4                |
| ------------- | --------------- | ------------- | --------------------- |
| العربي · دهوك | الاتفاق · النصر | الرفاع · ظفار | القادسية · أهلي صنعاء |

## مرحلة المجموعات

### المجموعة الأولى
| م | الفريق     | لعب | ف | ت | خ | أ.له | أ.ع | أ.ف | نقاط | التأهل             |
| - | ---------- | --- | - | - | - | ---- | --- | --- | ---- | ------------------ |
| 1 | النصر      | 6   | 4 | 2 | 0 | 14   | 7   | +7  | 14   | مرحلة خروج المغلوب |
| 2 | دهوك       | 6   | 2 | 3 | 1 | 10   | 6   | +4  | 9    | مرحلة خروج المغلوب |
| 3 | ظفار       | 6   | 1 | 2 | 3 | 7    | 12  | −5  | 5    |                    |
| 4 | أهلي صنعاء | 6   | 1 | 1 | 4 | 4    | 10  | −6  | 4    |                    |

| النصر                                                                           | 5 - 2 | ظفار                                        |
| ------------------------------------------------------------------------------- | ----- | ------------------------------------------- |
| - عادل تاعرابت 5'، 60' - فراس الصوري 70'(هـ.ذ.) - موسى ندياي 72' - أحمد جشك 75' | تقرير | - عبد الله المغاني 26' - توندي أدينجي 3+90' |

| دهوك                                    | 0 - 2 | أهلي صنعاء |
| --------------------------------------- | ----- | ---------- |
| - كريم درويش 57' - ذو الفقار يونس 2+90' | تقرير |            |

| أهلي صنعاء        | 1 - 3 | النصر                               |
| ----------------- | ----- | ----------------------------------- |
| - يوسف الحيمي 42' | تقرير | - علي مبخوت 7'، 11' - ناصر أحمد 37' |

| ظفار             | 1 - 1 | دهوك                |
| ---------------- | ----- | ------------------- |
| - علي النحار 22' | تقرير | - الشرقي البحري 75' |

| دهوك                             | 2 - 2 | النصر                                        |
| -------------------------------- | ----- | -------------------------------------------- |
| - يانيك زكري 25' - روبن أكوا 90' | تقرير | - علي مبخوت 53' (ركلة.) - غلاوبر سيكويرا 76' |

| ظفار | 2 - 0 | أهلي صنعاء             |
| ---- | ----- | ---------------------- |
|      | تقرير | - وحيد الخياط 40'، 76' |

| النصر                              | 2 - 1 | دهوك                  |
| ---------------------------------- | ----- | --------------------- |
| - عادل تاعرابت 21' - علي مبخوت 29' | تقرير | - باشانغ عبد الله 58' |

| أهلي صنعاء              | 1 - 2 | ظفار                           |
| ----------------------- | ----- | ------------------------------ |
| - عبد الفاضل سوانون 79' | تقرير | - حمود السعدي 13' - المغني 76' |

| أهلي صنعاء | 0 - 3 | دهوك                                                                     |
| ---------- | ----- | ------------------------------------------------------------------------ |
|            | تقرير | - بيارا أبو بكر 7' - بيتر كوركيس 78' (ركلة.) - يانيك زاكري 8+90' (ركلة.) |

| ظفار              | 1 - 2 | النصر                       |
| ----------------- | ----- | --------------------------- |
| - حمود السعدي 38' | تقرير | - هاريس سيفيروفيتش 60'، 77' |

| النصر | 0 - 0 | أهلي صنعاء |
| ----- | ----- | ---------- |
|       | تقرير |            |

| دهوك               | 1 - 1 | ظفار            |
| ------------------ | ----- | --------------- |
| - إبراهيم غازي 46' | تقرير | - خميس جمال 52' |

### المجموعة الثانية
| م | الفريق   | لعب | ف | ت | خ | أ.له | أ.ع | أ.ف | نقاط | التأهل             |
| - | -------- | --- | - | - | - | ---- | --- | --- | ---- | ------------------ |
| 1 | الاتفاق  | 6   | 4 | 1 | 1 | 13   | 5   | +8  | 13   | مرحلة خروج المغلوب |
| 2 | القادسية | 6   | 2 | 3 | 1 | 8    | 5   | +3  | 9    | مرحلة خروج المغلوب |
| 3 | الرفاع   | 6   | 2 | 2 | 2 | 8    | 8   | 0   | 8    |                    |
| 4 | العربي   | 6   | 0 | 2 | 4 | 3    | 14  | −11 | 2    |                    |

| العربي           | 1 - 1 | القادسية       |
| ---------------- | ----- | -------------- |
| ماركو فيراتي 71' | تقرير | إيغور روسي 56' |

| الاتفاق                                        | 3 - 1 | الرفاع              |
| ---------------------------------------------- | ----- | ------------------- |
| كارل إكامبي 44'، 49' · جورجينيو فينالدوم 3+90' | تقرير | فينيسيوس فارغاس 42' |

| القادسية | 0 - 1 | الاتفاق                      |
| -------- | ----- | ---------------------------- |
|          | تقرير | - موسى ديمبيلي 8+45' (ركلة.) |

| الرفاع                             | 2 - 0 | العربي |
| ---------------------------------- | ----- | ------ |
| عباس العصفور 42' · محمد الحلاق 58' | تقرير |        |

| العربي           | 1 - 2 | الاتفاق           |
| ---------------- | ----- | ----------------- |
| - عبدو ديالو 47' | تقرير | - إكامبي 18'، 74' |

| الرفاع                  | 2 - 2 | القادسية                              |
| ----------------------- | ----- | ------------------------------------- |
| - سامي فريوي 31'، 2+45' | تقرير | - إسماعيل خافي 24' - بدر المطوع 1+90' |

| الاتفاق                                                                                 | 5 - 0 | العربي |
| --------------------------------------------------------------------------------------- | ----- | ------ |
| - سيكو فوفانا 29' - موسى ديمبيلي 40' - عبد الله رديف 41' - فيتينيو 81' - جواو كوستا 88' | تقرير |        |

| القادسية           | 1 - 0 | الرفاع |
| ------------------ | ----- | ------ |
| - إسماعيل خافي 28' | تقرير |        |

| القادسية                                                       | 3 - 0 | العربي |
| -------------------------------------------------------------- | ----- | ------ |
| - المهدي برحمة 28' - جاسم المطر 39' - بدر المطوع 7+90' (ركلة.) | تقرير |        |

| الرفاع                                 | 2 - 1 | الاتفاق                  |
| -------------------------------------- | ----- | ------------------------ |
| - فينيسيوس فارغاس 30' - جان فيونتس 70' | تقرير | - عبد العزيز العليوه 54' |

| الاتفاق            | 1 - 1 | القادسية        |
| ------------------ | ----- | --------------- |
| - ديماراي غراي 56' | تقرير | - محمد سولا 36' |

| العربي               | 1 - 1 | الرفاع           |
| -------------------- | ----- | ---------------- |
| - أحمد علاء الدين 6' | تقرير | - سامي فريوي 50' |

## الأدوار الاقصائية
|  | نصف النهائي | نصف النهائي | نصف النهائي | نصف النهائي |   |          | النهائي | النهائي | النهائي | النهائي |  |
|  |             |             |             |             |   |          |         |         |         |         |  |
|  | النصر       | 0           | 2           | 2           |   |          |         |         |         |         |  |
|  | النصر       | 0           | 2           | 2           |   |          |         |         |         |         |  |
|  | القادسية    | 1           | 1           | 2           |   |          |         |         |         |         |  |
|  | القادسية    | 1           | 1           | 2           |   | القادسية | 0       | 1       | 1       |         |  |
|  |             |             |             |             |   | القادسية | 0       | 1       | 1       |         |  |
|  |             |             | دهوك        | 0           | 2 | 2        |         |         |         |         |  |
|  | الاتفاق     | 0           | دهوك        | 0           | 2 | 2        | 0       | 0       |         |         |  |
|  | الاتفاق     | 0           |             |             |   |          |         |         |         |         |  |
|  | دهوك        | 1           | 1           | 2           |   |          |         |         |         |         |  |

### دور نصف النهائي
| الفريق الأول | إجم.         | الفريق الثاني | مباراة الذهاب | مباراة الإياب |
| ------------ | ------------ | ------------- | ------------- | ------------- |
| النصر        | 2–2 (3–4 ج.) | القادسية      | 0–1           | 2–1 (ب.و.إ.)  |
| الاتفاق      | 0–2          | دهوك          | 0–1           | 0–1           |

| النصر | 0 - 1 | القادسية           |
| ----- | ----- | ------------------ |
|       | تقرير | - إسماعيل خافي 39' |

| القادسية                                                                         | 1 - 2 | النصر                                                                                            |
| -------------------------------------------------------------------------------- | ----- | ------------------------------------------------------------------------------------------------ |
| بدر المطوع 77'                                                                   | تقرير | - ماتيوس أوليفيرا 16' - سمير ميميشيفيتش 56'                                                      |
| ركلات الترجيح                                                                    |       |                                                                                                  |
| - بدر المطوع - عبد العزيز وادي - حسين دهيري - الشمالي - خالد محمد إبراهيم - خالد | 4 - 3 | - ماتيوس أوليفيرا - عبد الله إدريس - ليروي فير - مروان أزرقان - غوستافو أليماو - سمير ميميشيفيتش |

| الاتفاق | 0 - 1 | دهوك         |
| ------- | ----- | ------------ |
|         | تقرير | - مارلون 43' |

| دهوك              | 1 - 0 | الاتفاق |
| ----------------- | ----- | ------- |
| بيتر كوركيس 5+90' | تقرير |         |

### النهائي
| الفريق الأول | إجم. | الفريق الثاني | مباراة الذهاب | مباراة الإياب |
| ------------ | ---- | ------------- | ------------- | ------------- |
| القادسية     | 2–1  | دهوك          | 0-0           | 2-1           |

| القادسية | 0 - 0 | دهوك |
| -------- | ----- | ---- |
|          | تقرير |      |

| دهوك                             | 2 - 1 | القادسية        |
| -------------------------------- | ----- | --------------- |
| - سيامند عقيد 66' - مارلون 3+90' | تقرير | - محمد صولة 70' |

## الجوائز

### الجوائز المالية
| المركز | المبلغ (دولار أمريكي) |
| ------ | --------------------- |
| البطل  | 3,000,000             |
| الوصيف | 1,000,000             |

مصدر:

### جوائز اللاعبين
تم منح الجوائز التالية:
| جائزة          | لاعب         |
| -------------- | ------------ |
| أفضل هداف      | علي مبخوت    |
| أفضل لاعب      | هارون أحمد   |
| أفضل حارس مرمى | خالد الرشيدي |